# 麻薬書簡
『麻薬書簡』（原題The Yage Letters）は、ビート・ジェネレーション作家のウィリアム・S・バロウズとアレン・ギンズバーグによる書簡を収録した、最初に1963年に出版された著作である。シティライツ書店より発行された。日本語訳は1966年に出版され、シティライツ書店より2006年に新版として出された『麻薬書簡―再現版』も2007年には翻訳出版されている。
主に2人のヤヘ（アヤワスカ）の体験記と、ほかの話題のやりとりである。

## アマゾン熱帯雨林
本書に先立ってバロウズは「ヤヘというブツ」に興味を持っており、処女作『ジャンキー』の終わり部分に「最後のブツ」になるだろうという期待が書かれており、1952年5月にはその真価がわかるのは自分しかいないとしてその探索を決意した。 
バロウズが旅先から出した書簡は1953年1月15日からはじまるもので、神秘的な幻覚性植物でテレパシーの特性も持つともいわれるヤヘ（yagé, アヤワスカ）を求め、バロウズがアマゾン熱帯雨林を訪れたことからはじまる。バロウズはその体験を記し、幻覚の中で見た「嘔吐者」と名付ける羽の生えた骸骨を書いて説明している。途中でバロウズとギンズバーグは、『裸のランチ』のような小説で後に用いられることになるカットアップ手法のアイデアを含めたほかの話題や逸話を交わしている。本書は、1960年のギンズバーグによるヤヘの体験記で終わりを迎える。

## 小説としての位置づけ
シティライツ書店を含めたいくつかの情報源では、『麻薬書簡』を小説とみなしている。1990年代の版の裏表紙によれば、元の一連の書簡が書かれてまもない1953年後半にバロウズとギンズバーグが本書を編集し始めたが、10年近く出版されなかった。
1953年の処女作『ジャンキー』と、本作『麻薬書簡』によりドラッグの作家という強烈な印象があり、確かにバロウズの創作にとって重要ではあるが『おかま』など情緒的な一面を持った小説も同時期に創作されている。『ジャンキー』はヤヘを求めて旅発つ前の1951年まで、『おかま』はメキシコにてバロウズが妻の射殺の件で保釈された際がテーマであり、メキシコを脱出し、ヤヘを探しに行くというのが本作である。名家に生誕したバロウズは、大学を出てからスネをかじり続け、ギンズバーグやケルアックと出会うが、麻薬と同性愛を覚え、麻薬所持で起訴されメキシコに逃げ『ジャンキー』を書き上げ、ボーイフレンドとヤヘを探しに行くが失敗し妻を射殺してしまうが、保釈中にさらに逃れるのである。
シティライツ書店からは、1956年にギンズバーグの『吠える』、1957年にケルアックの『路上』などビートニクの書籍が発売されている。仲間の『吠える』と『路上』が名声を得ていく中、『ジャンキー』は特に話題を呼んだわけでもなく、40歳にもなりと考えているうちに麻薬の量も増えたが、1956年には立ち直り、執筆を開始しバロウズの名作『裸のランチ』が完成することになる。『裸のランチ』に出てくるイメージはドラッグによる実験結果であり、その多くはヤヘの幻覚を記録したノートからとられており、例えば、円錐の中に居て回転して黒い点になるなどの描写がある。
本作の最初の日本語訳の出版は、原著から3年後の1966年であり、日本にビート・ジェネレーションが伝わってきた頃である。本作の原文は、俗語、卑猥語、ドラッグの用語が多く、飯田隆昭による翻訳は難航し、俗語辞典を引き、在日アメリカ人に訪ね歩いては拒絶されたりといったものであった。

## 麻薬書簡再現版
2006年4月にシティライツ書店が出版した『麻薬書簡―再現版』 (Yage Letters Redux) は、オリヴァー・ハリスの編集による新版である。本書は、バロウズとギンズバーグによる未公開資料と共に、それらの詳細な記録によって拡充されたものである。ハリスは、1953年の書簡の大部分がバロウズが最初に書いた散文と手記によって作られていたことを証明した。

## 版
The Yage Letters, 1963.
- 『麻薬書簡』飯田隆昭、諏訪優訳 思潮社《現代の芸術双書19》、1966年（新装版1973年、再版1986年）

Yage Letters Redux, 2006.
- ウィリアム・バロウズ、アレン・ギンズバーグ 著、山形浩生 訳『麻薬書簡―再現版』河出書房新社〈河出文庫〉、2007年。ISBN 978-4-309-46298-1。